# استان تولدو
تولِدو (به اسپانیایی: Toledo) استانی در مرکز اسپانیا، در غرب بخش خودمختار کاستیا-لامانچا است.

## جغرافیا
این استان هم‌مرز با استان‌های مادرید، کوئنکا، سیوداد رئال، باداخوس، کاسرس و آبیلا است.
مرکز استان شهر تولدو است.

## جمعیت و مساحت
جمعیت این استان ۵۴۶٬۵۳۸ نفر است (۲۰۰۲) که از این میان یک نهم در شهر تولدو ساکن هستند.
این استان ۲۰۴ دهستان دارد.